# 笑撃生放送! ラジオ殺人事件
『笑撃生放送!ラジオ殺人事件』（Radioland Murders）は、1994年に製作されたメル・スミス監督、メアリー・スチュアート・マスターソン、ブライアン・ベンベン出演のサスペンスコメディ映画である。

## 概要
『スター・ウォーズ』シリーズで一躍ハリウッドの大物となったジョージ・ルーカスが原案・製作総指揮を務めた本作は、ラジオ局で起こるドタバタ劇をコミカルに描いている。興行的には失敗に終わっており、日本においては劇場未公開でビデオ発売のみされている。出演は、メアリー・スチュアート・マスターソン、ブライアン・ベンベンをはじめ、ネッド・ビーティ、クリストファー・ロイド、ジョージ・バーンズらがいる。監督はイギリス出身の俳優、映画監督であるメル・スミスが務めている。

## あらすじ
時は1940年代のシカゴ。全国ラジオのWBN放送局ではこれから全国に向けたのラジオドラマの生放送がまさに今始まろうとしていた。ロジャー・ヘンダーソンはストーリーを取り仕切るヘッドライターで、妻のペニーはディレクターのアシスタント。ヘンダーソン夫妻は、労働条件に不満を持つ不機嫌な脚本家たちや自分勝手な役者たち、脚本に難癖をつけるスポンサーたちの世話を押し付けられて右往左往。そんな中、いよいよ生放送が始まるのだが、始まって早々にトランペッターが心臓発作で急死、後にディレクターが自殺してしまう。しかし、両者の死が殺人であったことが明らかになり、ロジャーとペニーはその解明に奔走していき、徐々に真実が解き明かされていく。

## キャスト
※括弧内は日本語吹き替え
- ロジャー・ヘンダーソン - ブライアン・ベンベン（大塚明夫）
- ペニー・ヘンダーソン - メアリー・スチュアート・マスターソン（小林優子）
- ウォルト・ウォーレン将軍 - ネッド・ビーティ（渡部猛）
- ミルト・ラッキー - ジョージ・バーンズ（槐柳二）
- ビリー - スコット・マイケル・キャンベル（鈴置洋孝）
- バーニー・キング - ブライオン・ジェームズ（荒川太郎）
- ウォルト・ウォーレン・Jr - ジェフリー・タンバー（星野充昭）
- デクスター・モリス - コービン・バーンセン（小室正幸）
- ヘルマン・カッツェンバック - ラリー・ミラー（荒川太郎）
- クロス警部補 - マイケル・ラーナー（小山武宏）
- クローデット・カッツェンバック - アニタ・モリス（弘中くみ子）
- マックス・アップルホワイト - スティーヴン・トボロウスキー（納谷六朗）
- リック・ロチェスター - マイケル・マッキーン（安西正弘）
- ゾルタン - クリストファー・ロイド（千葉繁）
- ジャスパー - ディラン・ベイカー（塩屋翼）
- ワイルドな脚本家 - ボブキャット・ゴールドスウェイト（小室正幸）
- 父親の脚本家 - ロバート・クライン（大塚周夫）
- 息子の脚本家 - ピーター・マクニコル（田原アルノ）
- アンナ - ローズマリー・クルーニー（勝生真沙子）
- ビリーの母親 - キャンディ・クラーク（安達忍）
- ビリーの父親 - ボー・ホプキンス（大竹宏）
- フランキー・マーシャル - ジョーイ・ローレンス（川津泰彦）
- 歌手 - ビリー・バーティ（加藤精三）
- ジュールス・コグリー - ハーヴェイ・コーマン（星野充昭）

## スタッフ
- 監督：メル・スミス
- 製作総指揮：ジョージ・ルーカス
- 原案：ジョージ・ルーカス
- 製作：リック・マッカラム、フレッド・ルース
- 脚本：ウィラード・ハイック、グロリア・カッツ
- 音楽：ジョエル・マクニーリー
- 撮影：デヴィッド・タッターサル
- 編集：ポール・トレホ
- VFX：ILM